# Luis VIII de Francia
Luis VIII de Francia, apodado el León (París, 5 de septiembre de 1187 - Montpensier, Auvernia, 8 de noviembre de 1226), rey de Francia de 1223 a 1226. Miembro de la dinastía de los Capetos, era hijo de Felipe II Augusto e Isabel de Henao. Aunque fue el primero de los capetos que en vida de su padre no había designado sucesor, su padre dejó testamento a su favor en 1190 y fue coronado en Reims el 6 de agosto de 1223, a manos del arzobispo de Reims, Guillaume de Joinville. 
Su reinado prosigue la obra de sus predecesores: ampliar la centralidad y el poder de la corona, lo que conllevó enfrentamientos directos con los grandes señores feudales. Emprendió notables campañas militares tanto antes como durante su reinado.

## Biografía
Nacido el 5 de septiembre de 1187, Luis es el primer hijo de Felipe II. Su nacimiento supuso un gran alivio para la casa capeta, sobre todo porque Felipe II y su esposa Isabel de Henao estaban inmersos en una crisis matrimonial. Cuando falleció su madre y su padre partió para la cruzada en 1190, Luis fue acogido y criado por su abuela Adela de Champaña hasta que Felipe regresó a Francia en diciembre de 1191.
El rey Felipe II, considerando que el principio hereditario estaba definitivamente asegurado, se niega a asociar a su heredero al trono y rechaza el espaldarazo de los barones del reino. El príncipe Luis es nombrado caballero en Compiègne el 17 de mayo de 1209 pero su padre le dictó severas condiciones, en particular sobre su participación en más justas y torneos.
Apodado "el León", durante el reinado de su padre alcanzó su fama al derrotar a Juan sin Tierra, rey de Inglaterra, con la victoria de La Roche-aux-Moines en 1214. Los barones ingleses, en rebelión contra su rey, prometieron entonces al príncipe Luis darle la corona de Inglaterra, siendo, además, el marido de Blanca de Castilla, nieta del rey Enrique II de Inglaterra. Aceptando esta petición, Luis desembarcó en la costa inglesa con 1.500 soldados franceses, a los que se sumaron mercenarios ingleses. Llega a Londres el 2 de junio de 1216, se hizo proclamar allí rey de Inglaterra pero no fue coronado porque no había arzobispo disponible para realizar su unción y tomó rápidamente el control del sur del reino.
Cuando Juan sin Tierra murió el 19 de octubre de 1216, los barones ingleses, en lugar de tener que tratar con un príncipe enérgico como Luis que corría el riesgo de obstaculizarlos, se decidieron por Enrique III, hijo de Juan sin Tierra. Luis continuó la guerra, pero fue derrotado en tierra en la Batalla de Lincoln en mayo de 1217 y luego en el mar en agosto en la Batalla de Sandwich, cuando los refuerzos que le había enviado Blanca de Castilla fueron aniquilados. El 11 de septiembre de 1217, al firmar el Tratado de Lambeth, debe renunciar a sus pretensiones y abandonar el reino de Inglaterra a cambio de 10.000 marcos de plata.

## Desarticulación de los dominios angevinos
Posteriormente, tras haber sido coronado rey de Francia en 1223, con el pretexto de que la corte inglesa aún no había cumplido todas las condiciones del tratado de 1217, Luis VIII, aprovechando la minoría de edad de Enrique III, decidió apoderarse de la última posesiones inglesas en Francia. En una campaña rápida, Luis VIII se apodera de la mayoría de las tierras de la Aquitania: las villas del Poitou, Saintonge, Périgord, Angulema y de parte la tierra bordolesa cayendo unos tras otros. Enrique III sólo se queda con Burdeos y Gascuña en Francia, que no fueron atacadas, así como las Islas del Canal que también permanecen bajo su soberanía.
De esta manera, Luis VIII completó las victorias que su padre había obtenido sobre el imperio angevino de Juan sin Tierra, rey de Inglaterra, ocupando el Poitou y La Rochela, permaneciendo en manos inglesas tan sólo la Gascuña y la Guyena.

## El conde de Toulouse y la cruzada albigense
La cruzada albigense —en alianza con el papa Honorio III— fue la oportunidad de Luis VIII en el combate a la herejía cátara, con métodos más sutiles que los de Simón de Montfort, para asimilar a la corona de Francia el Mediodía francés. Fue en el curso de esta campaña, a la vuelta del sitio de Aviñón, cuando enfermó de disentería, falleciendo el 8 de noviembre de 1226 en Montpensier. Está enterrado en Saint-Denis. Le sucedió su hijo menor, Luis IX de Francia (San Luis), ocupando la regencia durante su minoría su mujer Blanca de Castilla.

## Descendencia
- Blanca (1205-1206).
- Inès nacida y muerta en 1207.
- Felipe (1209 - 1218).
- Alfonso nacido y muerto en 1213.
- Juan nacido y muerto en 1213 , gemelo de Alfonso.
- Luis (San Luis) (1214 - 1270). Rey.
- Roberto (1216 - 1250). Conde de Artois.
- Felipe (1218-1220).
- Juan Tristán (1219 - 1232). Conde de Anjou y Maine
- Alfonso (1220 - 1271). Conde de Poitiers y de Toulouse.
- Felipe Dagoberto (1222 - 1232)
- Isabel (1225 - 1269)
- Etienne (nacida y muerta en 1226)
- Carlos (póstumo) (1227 - 1285). Conde de Anjou y Maine y Rey de Sicilia y de Nápoles.